# Listă de femei savante
Aceasta este o listă a femeilor care au avut contribuții semnificative în lumea științifică.

## A
- Abella
- Elisabeth Adams
- Tatiana Afanasieva
- Agamédé
- Elizabeth Cary Agassiz
- Aglaonike
- Maria Gaetana Agnesi
- Agnodice
- Mary Albertson
- Elizabeth Garrett Anderson
- Cabiria Andreian Cazacu
- Mary Anning
- Maria Ardinghelli
- Arete de Cyrene
- Artémise de Carie
- Anna Atkins
- Ana Aslan
- Aspasia din Milet⁠(en)[traduceți]
- Hertha Marks Ayrton

## B
- Sara Josephine Baker
- Alice Ball
- Giuseppa Eleonora Barbapiccola
- Nina Bari
- Florence Bascom
- Laura Bassi
- Patricia Bath
- Aphra Behn
- Ruth Benedict
- Juliana Berners
- Hildegard von Bingen
- Isabella Bird Bishop
- Elizabeth Blackwell
- Mary Adela Blagg
- Anne de Gonzague de Clèves
- Dorotea Bocchi
- Marie Gillain Boivin
- Roberta Bondar
- Alice Middleton Boring
- Celia Grillo Borromeo
- Léone Bourdel
- Sophia Brahé
- Mary Layne Brandegee
- Madeleine Brès
- Elizabeth Britton
- Harriet Brooks
- Elizabeth Brown
- Margaret Bryan
- Linda B. Buck
- Mary Morland Buckland
- Margaret Burbidge
- Jocelyn Bell Burnell

## C
- Mary Whiton Calkins
- Annie Jump Cannon
- Silvia Helena Cardoso
- Rachel Carson
- Yvette Cauchois
- Florica T. Câmpan
- Estrella Eleanor Carothers
- Emma Perry Carr
- Rachel Carson
- Margaret Cavendish
- Liudmila Cernîh
- Mary Agnes Meara Chase
- Émilie du Châtelet
- Yvonne Choquet-Bruhat
- Cornelia Clapp
- Edith Clarke
- Agnes Mary Claypole
- Edith Jane Claypole
- Agnes Mary Clerke
- Jane Colden
- Anna Botsford Comstock
- A. Grace Cook
- Jane Cooke Wright
- Gerty Cori
- Elena Cornaro Piscopia
- Heather Couper
- Silvia Creangă
- Marianna Csörnyei
- Clara Eaton Cummings
- Maria Cunitz
- Marie Curie
- Florence Cushman

## D
- Varvara Pavlovna Derbeneva-Uchova
- Lydia Maria Adams DeWitt
- Amalie Dietrich
- Diotime
- Maria Dalle Donne
- Marjory Stoneman Douglas
- June Etta Downey
- Mary Anna Palmer Draper
- Kathleen Mary Drew
- Jeanne Dumée

## E
- Sylvia Earle
- Annie Easley
- Alice Eastwood
- Blanche Edwards-Pilliet
- Rosa Smith Eigenmann
- Mileva Einstein-Maric
- Gertrude Belle Elion
- Enheduanna
- Mary Orr Evershed
- Dorothea Leporin Erxleben

## F
- Jacobina Felice
- Margaret Clay Ferguson
- Marie Poland Fish
- Alice Cunningham Fletcher
- Williamina Fleming
- Dian Fossey
- Lydia Folger Fowler
- Marie-Thérèse Françoise
- Rosalind Franklin
- Madeleine Alberta Fritz
- Margaret Fulford
- Elizabeth Fulhame

## G
- Helen Thompson Gaige
- Beatrix Galindo
- Dorothy Garrod
- Margaret Scott Gatty
- Ethel Sarel Barton Gepp
- Sophie Germain
- Lilian Suzette Gibbs
- Alessandra Giliani
- Kate Gleason
- Helen Margaret Gilkey
- Claire F. Gmachl
- Maria Goeppert-Mayer
- Jane Goodall
- Evelyn Boyd Granville
- Catherine Littlefield Greene
- Susan Greenfield
- Eliza Standerwick Gregory
- Claudine Guyton de Morveau

## H
- Marie Signe Hammer
- Anna J. Harrison
- Harriet Boyd Hawes
- Eleanor F. Helin
- Caroline Herschel
- Marianne van Herwerden
- Elisabeth Hevelius
- Dorothy Crowfoot Hodgkin
- Grace Hopper
- Karen Horney
- Margaret Lindsay Huggins
- Ida Henrietta Hyde
- Hypatia din Alexandria

## I
- Clara Immerwahr

## J
- Edavalath Kakkath Janaki Ammal
- Sophia Jex-Blake
- Katherine Johnson
- Irène Joliot-Curie

## K
- Josephine Kablick
- Varvara Aleksandrovna Kashevarova-Rudneva
- Marcia Keith
- Mary Kies
- Helen Dean King
- Christine Kirch
- Maria Margarethe Kirch
- Dorothea Roberts
- Margaret Knight
- Sofia Kovalevskaia
- Olga Grigoriyevna Kozlova

## L
- Marie Louise Dugès La Chapelle
- Christine Ladd-Franklin
- Marie Amélie de Lalande
- Clara Ethelinda Larter
- Marie-Anne Pierrette Lavoisier
- Henrietta Swan Leavitt
- Esther Lederberg
- Dorothée Le Maître
- Sarah Plumber Lemmon
- Nichole-Reine Étable de la Brière Lepaute
- Rita Levi-Montalcini
- Martha Daniell Logan
- Jane Webb Loudon
- Augusta Ada Byron Lovelace
- Katherine Murray Lyell
- Mary Horner Lyell

## M
- Margaret Eliza Maltby
- Irene Manton (1904-1988)
- Anna Morandi Manzolini
- Jane Haldimand Marcet
- Lillen Jane Martin
- Annie Russell Maunder
- Antonia Caetana de Pavia Maury
- Carlotta Joaquina Maury
- Maria Goeppert Mayer
- Barbara McClintock
- Lise Meitner
- Maud Menten
- Mercuridae
- Maria Sibylla Merian
- Merit Ptah
- Metrodora
- Hélène Metzger
- Olive Thorne Miller
- Maria Mitchell
- Tarquinia Molza
- Cécile DeWitt-Morette
- Mary Murtfeldt
- Vera Myller

## N
- Ann Nelson
- Florence Nightingale
- Emmy Noether
- Christiane Nüsslein-Volhard

## O
- Olympias
- Eleanor Anne Ormerod

## P
- Edith Marion Patch
- Cecilia Payne-Gaposchkin
- Florence Peebles
- Mary Engle Pennington
- Maria Pettracini
- Lois Ann Pfiester
- Almira Hart Lincoln Phelps
- Mamie Phipps Clark
- Louise du Pierry
- Elena Cornaro Piscopia
- Trotula Platearius
- Beatrix Potter
- Pythias d'Assos
- Joan Beauchamp Procter

## R
- Martha Laurens Ramsey
- Lisa Randall
- Mary Jane Rathbun
- Ellen Swallow Richards
- Élisabeth Roudinesco
- Clemence Royer
- Vera Rubin

## S
- Rena Florence Sabin
- Ethel Sargant
- Lucy Sistare Say
- Caterina Scarpellini
- Ellen Churchill Semple
- Louise-Anastasia Serment
- Jane Sharp
- Annie Morrill Smith
- Mary Somerville
- Nettie Stevens
- Lorenna Strozzi

## T
- Ida Noddack Tacke
- Tapputi-Belatekallim
- Livia Ana Tătaru
- Maria Telkes
- Valentina Tereșkova
- Théano
- Beatrice Tinsley
- Trotula

## V
- Suzanne Zélie Pauline Veil
- Jeanne Villepreux-Power
- Cécile Vogt

## W
- Mary Edward Walker
- Margaret Floy Washburn
- Sarah Frances Whiting
- Mary Watson Whitney
- Fiammetta Wilson
- Anna Winlock
- Geneviève Marie-Aurélie Woillard-Roucoux
- Dorothy Wrinch
- Chien-Shiung Wu

## Y
- Rosalyn Sussman Yalow
- Anne Sewell Young
- Grace Chisholm Young

## Z
- Wang Zhenyi